# Illgraben
L'Illgraben est une rivière coulant en Suisse dans les Alpes valaisannes. C'est un affluent du Rhône.

## Géographie
L'Illgraben prend sa source sur le versant nord de l'Illhorn. Elle coule ensuite vers le nord-est sur le flanc sud du Gorwetschgrat. Elle débouche dans la vallée du Rhône à l'est de la forêt de Finges par un cône de déjection sur lequel se trouve la localité de La Souste (Susten en allemand).
La rivière provoque de très fortes érosions sur les versants de la vallée constitués de dolomies du Trias. Un système de protection et surveillance a été mis en place pour prévenir les risques de coulées de boue en amont du village de La Souste.  